# Konrad Beyerle

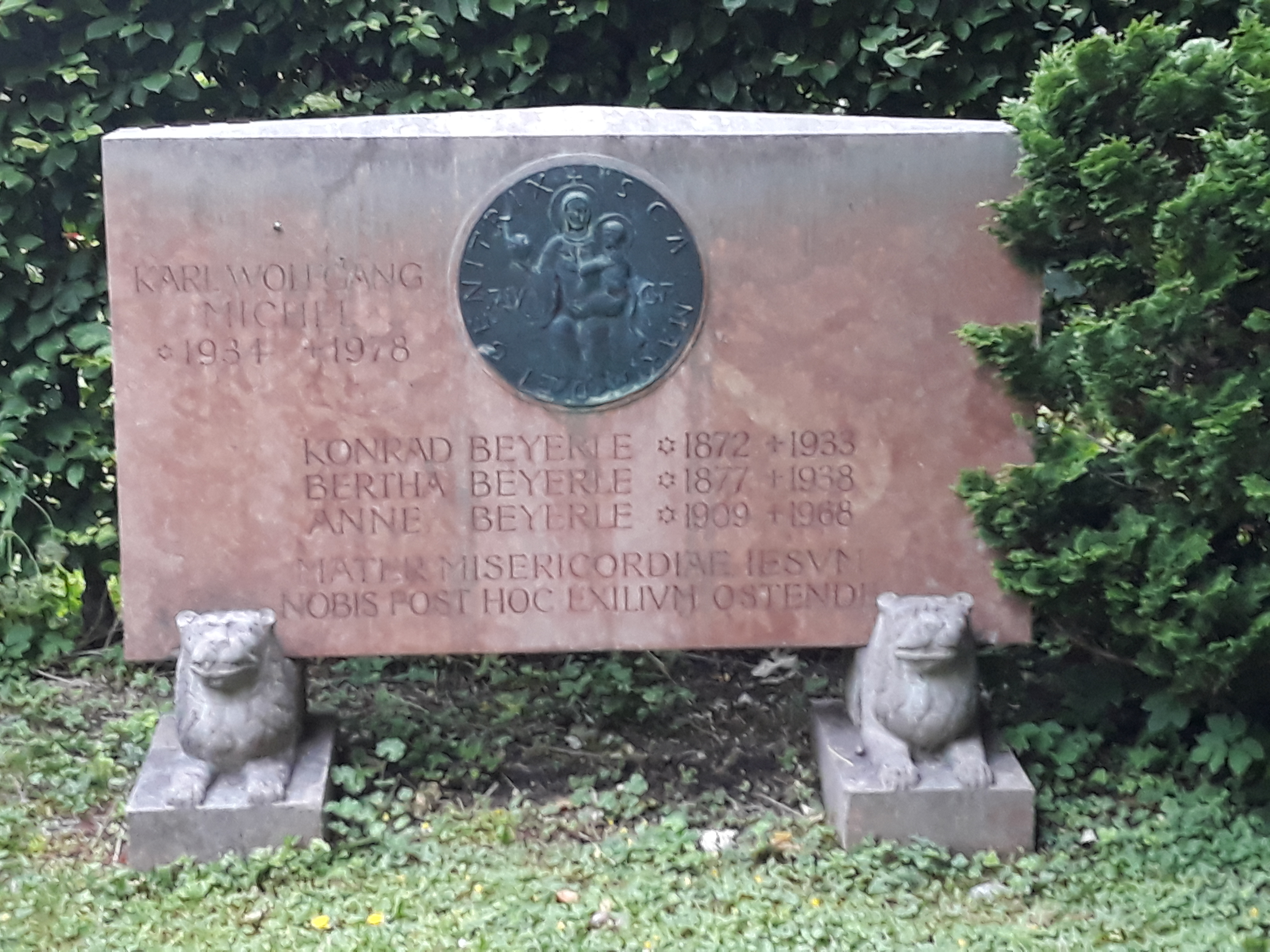
Das Grab von Konrad Bayerle und seiner Ehefrau Bertha geborene Riedle auf dem Nordfriedhof (München)

Konrad Beyerle (* 14. September 1872 in Waldshut; † 26. April 1933 in München) war ein deutscher Rechtswissenschaftler und Politiker (Zentrum, BVP).

## Leben und Beruf
Konrad Beyerle stammte aus einer katholischen Juristenfamilie, sein Vater war in verschiedenen katholischen Parteien tätig. Sein Bruder war der Rechtshistoriker Franz Beyerle, seine Schwester die Pädagogin und Politikerin Maria Beyerle. Der gleichnamige Ingenieur Konrad Beyerle war sein Sohn.
Nach dem Abitur auf dem Gymnasium in Konstanz studierte Beyerle zwischen 1891 und 1895 Rechtswissenschaften und Geschichte an den Universitäten in München und Heidelberg. 1895 wurde er in Heidelberg bei Richard Schröder ohne Dissertationsschrift zum Dr. iur. promoviert. Nach der Zweiten Staatsprüfung im Sommer 1898 habilitierte er sich 1899 mit einer Arbeit über das Salmannenrecht der Stadt Konstanz bei Ulrich Stutz an der Universität Freiburg.
Am 22. Februar 1899 wurde er dort zum Privatdozenten für deutsches Recht, bürgerliches Recht und französisch-badisches Zivilrecht ernannt, am 13. Dezember 1900 erfolgte die Ernennung zum nichtetatmäßigen außerordentlichen Professor und im Juli 1902 die Berufung auf die neu eingerichtete planmäßige außerordentliche Professur für bürgerliches Recht, Handelsrecht und badisches Recht. Zum Wintersemester 1902/03 folgte er einem Ruf auf einen Lehrstuhl für Rechtsgeschichte an die Schlesische Friedrich-Wilhelm-Universität zu Breslau und trat damit die Nachfolge Felix Dahns an. Zum Sommersemester 1906 wechselte er als Nachfolger Ferdinand Frensdorffs an die Georg-August-Universität Göttingen. Im Ersten Weltkrieg war Beyerle Mitglied der politischen Abteilung beim Generalgouverneur in Belgien und Referent bei dem Chef der Verwaltung Flandern. 1917 wurde er Nachfolger seines Lehrers Ulrich Stutz an der Universität Bonn.
Nach dem Krieg nahm er 1918 einen Ruf an die Ludwig-Maximilians-Universität München an und folgte Karl von Gareis. Die Wittelsbacher konnten mit seiner Unterstützung 1921 zeigen, dass sie erst gegen einen Versorgungsanspruch ihr Hausgut in das bayerische Staatsvermögen eingebracht hätten und in Bayern eine Trennung von Staats- und Hausvermögen überhaupt erst vollzogen werden müsse. Dies bildete die Grundlage für die Schaffung des Wittelsbacher Ausgleichsfonds.
An der Universität München gründete er 1927 das „Institut für bayerische und deutsche Rechtsgeschichte“.
Beyerle gehörte zeitweise dem Vorstand der Görres-Gesellschaft an und war deren Vizepräsident. Ferner war Beyerle auch Mitglied des Beirats des Katholischen Akademikerverbands, der Kommission für Bayerische Landesgeschichte und seit 1930 korrespondierendes Mitglied der Preußischen Akademie der Wissenschaften. Er wurde mit einem Ehrendoktorat Dr. phil. h. c. der Universität Mailand ausgezeichnet. Er war zudem seit 1891 Mitglied der katholischen Studentenverbindung KDStV Aenania München, sowie Mitglied der katholischen Studentenverbindungen KDStV Winfridia (Breslau) Münster, KDStV Arminia Heidelberg und KDStV Hercynia Freiburg im Breisgau, alle im CV.
Konrad Beyerle starb am 26. April 1933 unerwartet an den Folgen einer Operation.

## Abgeordneter
1919/20 war Beyerle Mitglied der Weimarer Nationalversammlung. Er gehörte dem Ausschuß zur Vorbereitung des Entwurfs einer Verfassung für das Deutsche Reich an. Dabei entwarf er den für die Weimarer Verfassung entscheidenden Grundrechtsteil, für den er ältere Verfassungen wie die der Paulskirche zu Rate zog.
Anschließend war er bis zu den Maiwahlen 1924 Reichstagsabgeordneter.
Ab 1920 war er zudem Mitglied des Staatsgerichtshofes.

## Schriften
- Die Konstanzer Ratslisten des Mittelalters. Herausgegeben von der Badischen Historischen Kommission. Winter, Heidelberg 1898, Digitalisat.
- Konstanz im Dreißigjährigen Kriege. Schicksale der Stadt bis zur Aufhebung der Belagerung durch die Schweden. 1628–1633 (= Neujahrsblätter der Badischen Historischen Kommission. NF 3, ZDB-ID 516270-1). Winter, Heidelberg 1900, Digitalisat.
- Grundeigentumsverhältnisse und Bürgerrecht im mittelalterlichen Konstanz. 2 Bände. Winter, Heidelberg 1900–1902;
  - Band 1: Das Salmannenrecht. Teil 1. 1900, Digitalisat;
  - Band 2: Die Konstanzer Grundeigentumsurkunden der Jahre 1152–1371. 1902, Digitalisat.
- Die Geschichte des Chorstifts und der Pfarrei St. Johann zu Konstanz. Herder, Freiburg (Breisgau) 1908, Digitalisat.
- mit Anton Maurer: Geschichtliche Ortsbeschreibung (= Konstanzer Häuserbuch. Festschrift zur Jahrhundertfeier der Vereinigung der Stadt Konstanz mit dem Hause Baden. Bd. 2). Winter, Heidelberg 1908, (Neuausgabe.(= Konstanz-Bibliothek. 15). PHV – Phaleristischer Verlag Autengruber & Hrdina, Offenbach am Main 2001, ISBN 3-934743-44-7).
- Die Verfassung des deutschen Reiches. Reichsgesetzblatt Jg. 1919 Nr. 152, S. 1383 ff. Mit Einleitung, Randnoten und Sachregister versehen. Verlag der „Politischen Zeitfragen“, München 1919.
- Das Haus Wittelsbach und der Freistaat Bayern. Rechtsgrundlagen für die Auseinandersetzung zwischen Staat und Dynastie. Band 1. J. Schweitzer, München u. a. 1921.
- Die Rechtsansprüche des Hauses Wittelsbach. J. Schweitzer, München u. a. 1922.
- Lex Baiuvariorum. Lichtdruckwiedergabe der Ingolstädter Handschrift des Bayerischen Volksrechts mit Transkription, Textnoten, Übersetzung, Einführung, Literaturübersicht und Glossar. M. Hueber, München 1926.
- als Herausgeber und Beiträger: Die Kultur der Abtei Reichenau. Erinnerungsschrift zur zwölfhundertsten Wiederkehr des Gründungsjahres des Inselklosters 724–1924. 2 Halbbände. Verlag der Münchner Drucke, München 1925, (Neudruck. Scientia-Verlag, Aalen 1970, ISBN 3-511-02491-9 (Halbbd. 1), ISBN 3-511-02492-7 (Halbbd. 2)).

Aufsätze (Auswahl):
- Zur Geschichte des römischen Konstanz. In: Schriften des Vereins für Geschichte des Bodensees und seiner Umgebung. 19. Jg., 1890, ISSN 0342-2070, S. 130–133 (Digitalisat).
- Zur Verfassungsgeschichte der Stadt Konstanz im 12. und 13. Jahrhundert. In: Schriften des Vereins für Geschichte des Bodensees und seiner Umgebung. 26. Jg., 1897, S. 33–50 (Digitalisat).
- Das Radolfzeller Marktrecht vom Jahr 1100 und seine Bedeutung für den Ursprung der deutschen Städte. In: Schriften des Vereins für Geschichte des Bodensees und seiner Umgebung. 30. Jg., 1901, S. 3–21 (Digitalisat).
- Grundherrschaft und Hoheitsrechte des Bischofs von Konstanz in Arbon. Zugleich ein Beitrag zur Geschichte der deutschen Stadtverfassung. In: Schriften des Vereins für Geschichte des Bodensees und seiner Umgebung. 32. Jg., 1903, S. 31–116 (Digitalisat) und 34. Jg., 1905, S. 25–146 (Digitalisat).
- Konstanz im Wandel seiner Landeshoheiten. In: Schriften des Vereins für Geschichte des Bodensees und seiner Umgebung. 36. Jg., 1907, S. 92–101 (Digitalisat).
- Der älteste Name der Stadt Konstanz. In: Schriften des Vereins für Geschichte des Bodensees und seiner Umgebung. 45. Jg., 1916, S. 7–10 (Digitalisat).
- Wesen und Entstehung der Grundrechte in der Reichsverfassung von Weimar. In: Deutsche Einheit – Deutsche Freiheit, Gedenkbuch der Reichsregierung zum 10. Verfassungstag, 11. August 1929. Zentralverlag G.m.b.H., Berlin 1929.